# Refresc
Un refresc és una beguda que normalment conté aigua (sovint carbonatada), un edulcorant i un aromatitzant natural i/o artificial. L'edulcorant pot ser un sucre, un xarop de blat de moro d'alta fructosa, un suc de fruites, un substitut del sucre (en el cas de les begudes dietètiques) o alguna combinació. Els refrescs també poden contenir cafeïna, colorants, conservants i/o altres ingredients.
Un refresc pot tenir petites quantitats d'alcohol, però el contingut d'alcohol ha de ser inferior al 0,5% del volum total de la beguda a molts països si la beguda es considera no alcohòlica. Els tipus de refrescs inclouen begudes amb llimona, refresc de taronja, cola, refresc de raïm, ginger ale i racinette.
Els refrescs es poden servir freds, amb glaçons o a temperatura ambient. Estan disponibles en molts formats d'envasos, com ara llaunes, ampolles de vidre i ampolles de plàstic. Es venen dins una varietat de recipients, des d'ampolles petites fins a grans envasos de diversos litres. Les begudes refrescants estan disponibles als restaurants de menjar ràpid, cinemes, botigues a l'abast, restaurants informals, botigues de refrescs especials, màquines expenedores, bars i màquines de refrescs.
Una dècada després de la invenció de l'aigua carbonatada per Joseph Priestley el 1767, els inventors a Gran Bretanya i Europa havien utilitzat el seu concepte per produir la beguda en majors quantitats, amb un d'aquests inventors, JJ Schweppe, que va formar Schweppes el 1783 i va vendre el primer refresc embotellat del món. Les marques de refrescs fundades al segle xix inclouen R. White's Lemonade el 1845, Dr Pepper el 1885 i Coca-Cola el 1886. Després van aparèixer marques com Pepsi, Irn-Bru, Sprite, Fanta i 7 UP.

## Història

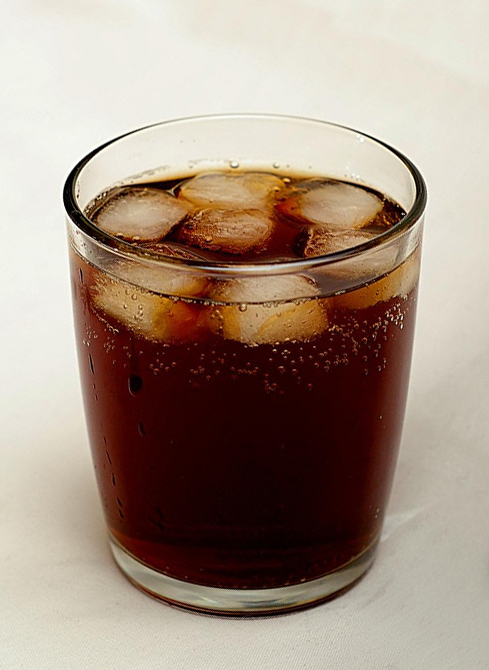
Un vas de cola amb glaçons

Comença la fabricació de begudes carbonatades a Nova York el 1832, quan John Matthews inventa un aparell per barrejar aigua amb diòxid de carboni, i a més a més afegir-hi sabor.
De la popularitat de la beguda neixen negocis que barregen l'aigua amb gas amb sabors a elecció, anomenades fonts de soda. Sabors com taronja, llimona, raïm eren molt demandats. En aquella època la gasosa també es venia a la farmàcia com medicament per curar diverses malalties.
La més antiga gasosa que encara es comercialitza al continent americà és la colombiana Kola Roman (1865), seguida de l'equatoriana Fioravanti (1878), després li continua la mexicana Toni-Col (originalment coneguda com a Tony-Co) produïda el 1887.
El 1885, W.B. Morrison un farmacèutic propietari de "Old Corner Drug Store" en Waco (Texas) va desenvolupar un distingit sabor en la seva font de soda. El seu nom Dr Pepper, la més antiga gasosa, que encara es ven als Estats Units. Gairebé de forma simultània(1886), un altre farmacèutic, anomenat John S. Pemberton, experimenta amb herbes i espècies com nou de kola africana i la fulla de coca a la ciutat de Atlanta. El resultat, una beguda que va batejar com Coca-Cola. Pemberton mor després de només un any i mig d'haver introduït al mercat el nou producte. El 1898, un farmacèutic de Carolina del Nord, Caleb Bradham, busca un tònic per al mal de cap a la qual li agrega pepsina. El 1903, va registrar la marca d'aquesta beguda com "Pepsi".
Neix una nova indústria: la de les gasoses. Un dels reptes va ser la distribució d'aquesta beguda que fins ara havia de ser barrejada en el moment del consum. La solució era embotellar la beguda, però existien problemes tècnics d'aconseguir un segellat hermètic que permetés conservar el gas. Es van fer molts intents de tancament fins que s'inventa la tapa tipus "corona" que permet tancar una ampolla de vidre. Amb el temps a l'ampolla li succeirien altres alternatives d'envasat com la llauna i l'ampolla de plàstic. Actualment les ampolles de plàstic (del tipus PET o politereftalat d'etilè) ofereix una solució lleugera, lliure d'olor i irrompible.
En San Luis (Arizona), es crea una fórmula amb sabor de llima-llimona que és llançada l'any 1929. El producte arribaria a anomenar 7 Up. Després de la Gran Depressió el negoci de la gasosa es va expandir. Per aquella època hi havia prop de 600 begudes amb gust de llima-llimona. 7 Up va aconseguir sobreviure i ser líder de mercat, en la seva categoria de beguda no-Cola.
Com a resposta a 7 Up, The Coca-Cola Company introdueix la marca Sprite el 1961, sense aconseguir danyar seriosament el seu lideratge, fins que en els anys 80 forcenn als seus embotelladors a embotellar Sprite en detriment de 7 Up.
El 1963, Coca-Cola Company introdueix la primera gasosa "dietètica" o de baixes calories: TaB.
En els 60 es dispara una forta competència pel domini del mercat de les begudes de cola. L'anomenada "Guerra de les Coles", porta a Coca-Cola i Pepsi a intensificar les seves campanyes de màrqueting. Pepsi desenvolupa una imatge jove mentre que Coca-Cola, una mica més formal, insta a l'esperança i l'esport. Als 80 Pepsi llança "The Pepsi Challenge" que consistia en una prova de sabor a cegues, on la majoria dels consumidors va preferir Pepsi per sobre de Coca-Cola.
Coca-Cola en els anys posteriors va treure noves línies de productes. El 1985 pateix un revés en llançar una nova fórmula per a la Coca-Cola, que no va ser reeixida i els consumidors exigeixen el retorn de la fórmula original. Coca-Cola torna amb la "Coca-Cola Clàssica". El 1982 es llança Diet Coke.

## Diferències entre les gasoses
| Marques | Diferències entre les gasoses segons la seva composició                    |
| ------- | -------------------------------------------------------------------------- |
| Diet    | Gasosa que no té cap substància perjudicial per a diabètics (ex: sucre)    |
| Light   | Gasosa amb alguna substància reduïda fins a un 25% (ex: menys sodi, sucre) |
| Zero    | Gasosa sense gens de sucre                                                 |

## Noms

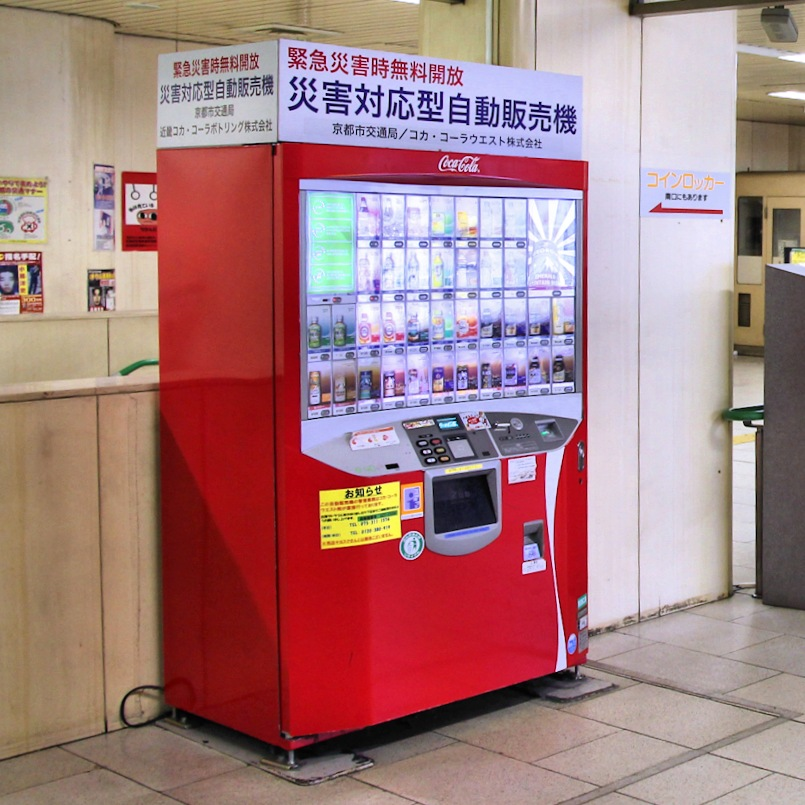
Màquina de venda de refrescos al Japó

A sota els diferents noms que rep segons el país, tant comunament com legalment.

### Amèrica
| Lloc         | Nom comú                     | Nom legal                     |
| ------------ | ---------------------------- | ----------------------------- |
| Argentina    | Gaseosa /o per la seva marca | Bebida sin alcohol gasificada |
| Brasil       | Refrigerante                 |                               |
| Estats Units | Soda, Pop, Coke, Soft Drink  |                               |
| Groenlàndia  | Imrujaq                      |                               |

### Europa
| Lloc          | Nom comú                                  | Nom legal              |
| ------------- | ----------------------------------------- | ---------------------- |
| Alemanya      | Limonade/Erfrischungsgetränke             |                        |
| Catalunya     | Aigua picant(a), (aigua) gasosa, graciosa |                        |
| Croàcia       | Gazirano Pice                             |                        |
| Dinamarca     | Sodavand                                  |                        |
| Espanya       | Gaseosa, Refresco                         | Beguda refrescant      |
| França        | Limonade, Boisson gazeuse                 | Boisson sucrée gazeuse |
| Països Baixos | Frisdrank                                 |                        |
| Noruega       | Brus                                      | Kullsyret drikk        |
| Suècia        | Läskedryck, Läsk                          | Kolsyrad dryck         |

## Ingredients comuns
- Aigua carbonatada: és la base essencial per a la producció de qualsevol gasosa. En grans fàbriques primer es desmineralitza l'aigua, i després s'hi afegeix minerals en quantitats predeterminades.
- Additius
  - Edulcorants: li confereixen un sabor dolç, se separen segons la seva procedència en tres classes:
    - Naturals: sacarosa (sucre de taula). Generalment s'utilitzen altres sucres, que endolceixen menys, porten els mateixos problemes de diabetis per gram (és a dir, que porten més problemes per a la mateixa sabor dolça), però són més barates. Actualment la més utilitzada és la fructosa (JMAF, xarop de Blat de moro d'Alfa Fructosa).
    - Sintètics: són més barats, però poden tenir sabors no gaire agradables, i alguns es relacionen amb certs càncers. Per exemple: ciclamat (E 952), acesulfam K (E 950), Aspartam (E 951), etc.
    - Naturals, però que no aporten glucosa: els glucòsids esteviòsids i rebaudiòsids obtinguts de la planta Stevia rebaudiana no augmenten la glucèmia, però són fins a 300 vegades més dolços que el sucre.

  - Acidulants: li donen l'aciditat adequada. Per exemple: àcid cítric, àcid fosfòric, etc.
  - Estabilitzants de l'acidesa.
  - Colorants.
  - Aromatitzants.
  - Conservants.
  - Antioxidants.
  - Espessidors.